# Marca Futsal 2009-2010
Questa pagina raccoglie i dati riguardanti la Marca Futsal nelle competizioni ufficiali della stagione 2009-2010.

## Maglie e sponsor
Lo sponsor tecnico per la stagione 2009-2010 è Nike, mentre lo sponsor ufficiale è Io Master.

## Organigramma societario
- Presidente: Massimo Bello
- Vice Presidente: Paolo Foscarin
- Direttore Generale: Devid Bastianon
- Direttore Sportivo: Massimo Sartori
- Addetto Stampa: Maurizio Pasqual
- Dirigenti Prima Squadra: Michele Ceccato, Franco Bertolo
- Allenatore: Ramiro Lopez Diaz
- 2º Allenatore: Angelo Robson Marani
- Assistente Tecnico: Roberto Bertolo
- Preparatore atletico: Lorenzo Riela
- Massaggiatore:Franco Stradiotto
- Responsabile Settore Medico: Dott. Giorgio Girardi
- Responsabile Settore Giovanile: Ivo Visentin

## Calciomercato

### Sessione estiva
| Alexandre Feller | Arzignano |
| Edgar Bertoni    | Napoli    |
| Jonas            | Arzignano |

| Luis Fernando Rodriguez | Atiesse   |
| Nicolás Gulizia         | Arzignano |
| Alan Patrik De Oliveira | Arzignano |

### Sessione invernale
| Fernando Grana   | Arzignano   |
| Márcio Brancher  | Povoli Team |
| Fabrizio Amoroso | Povoli Team |

| Alberto Bresolin | Gruppo Fassina |
| Marquinho        | Kaos           |

## Rosa 2009-2010
| N° | Naz.                                   | Ruolo                | Sportivo             | Anno     |  |  |
| -- | -------------------------------------- | -------------------- | -------------------- | -------- |  |  |
| 19 | Italia (bandiera) · Brasile (bandiera) | Portiere             | Alexandre Feller     | 28.09.71 |  |  |
| 1  | Italia (bandiera) · Brasile (bandiera) | Portiere             | Gabriel Miraglia     | 02.07.87 |  |  |
| 13 | Italia (bandiera)                      | Portiere             | Alberto Taborra      | 20.02.86 |  |  |
| 14 | Italia (bandiera) · Brasile (bandiera) | Difensore            | Patrick Nora         | 16.05.79 |  |  |
| 2  | Italia (bandiera) · Brasile (bandiera) | Difensore            | Fernando Grana       | 26.08.79 |  |  |
| 5  | Italia (bandiera) · Brasile (bandiera) | Difensore            | Márcio Brancher      | 21.05.67 |  |  |
| 15 | Italia (bandiera) · Brasile (bandiera) | Laterale             | Edgar Bertoni        | 24.07.81 |  |  |
| 10 | Italia (bandiera) · Brasile (bandiera) | Laterale             | Wellington Coco      | 20.01.88 |  |  |
| 9  | Italia (bandiera) · Brasile (bandiera) | Laterale             | Cristiano Scandolara | 25.01.83 |  |  |
| 20 | Italia (bandiera) · Brasile (bandiera) | Laterale             | Jonas Pinto Junior   | 24.05.84 |  |  |
| 6  | Argentina (bandiera)                   | Universale           | Fernando Wilhelm     | 05.04.82 |  |  |
| 8  | Italia (bandiera) · Brasile (bandiera) | Universale           | Vinícius Duarte      | 13.12.82 |  |  |
| 11 | Italia (bandiera) · Brasile (bandiera) | Pivot                | Erick Bellomo        | 03.03.78 |  |  |
| 18 | Italia (bandiera) · Brasile (bandiera) | Pivot                | Daniel De Nichile    | 31.10.76 |  |  |
| 3  | Italia (bandiera)                      | Pivot                | Fabrizio Amoroso     | 20.11.80 |  |  |
|    | Spagna (bandiera)                      | Allenatore           | Ramiro López Díaz    | 26.07.64 |  |  |
|    | Italia (bandiera)                      | Preparatore Atletico | Lorenzo Riela        | 04.06.66 |  |  |

## Risultati

### Campionato

#### Girone di andata
| Arbitri: | Ferrari (Modena) Marogna (Sassari) |

|                                                                 |           |                                                    |
| Nora 12’ Romulo Bertoni 14’ (aut.) De Nichile 22'30'’ Jonas 39’ | Marcatori | 15’ Romulo Bertoni 16’ Schurtz 22’ Rodrigo Bertoni |

| Arbitri: | Grimaldi (Vibo Valentia) Di Padova (Termoli) |

|                                                       |           |                                                        |
| G. Ayala 24'30'’ Correia 24'50'’, 39'59'’ Manzali 28’ | Marcatori | 16’, 36'15'’ De Nichile 32'50'’, 38'50'’, 39'31’ Jonas |

| Arbitri: | Astolfi (Rovigo) Bedendo (Rovigo) |

|                                                      |           |                              |
| Belsito 8’ (aut.) Nora 15’ De Nichile 34’ Duarte 36’ | Marcatori | 3’ Baptistella 39’ Cuzzolino |

| Arbitri: | Casale (Firenze) Spinelli (Bolzano) |

|                     |           |                            |
| Adelmo 19'44'’ Noro | Marcatori | 13’ E. Bertoni 24’ Bellomo |

| Arbitri: | Fabio Gelonese (Milano) Maestroni (Varese) |

|           |           |                                                           |
| Laion 33’ | Marcatori | 19'40'’ Nora 24’ Duarte 31’ Scandolara 33'45'’ E. Bertoni |

| Arbitri: | Angelo Galante (Ancona) Donati (Foligno) |

|                                                         |           |                       |
| De Nichile 1’, 12’ E. Bertoni 1'10'’ Nora 3’ Duarte 27’ | Marcatori | 29’ André 39’ Volpato |

| Arbitri: | Balli (Prato) Baglivo (Pisa) |

|           |           |     |
| Gol · Gol | Marcatori | Gol |

| Arbitri: | Gandini (Chiavari) Barbiero (Vicenza) |

|  |           |           |
|  | Marcatori | Gol · Gol |

| Arbitri: | Muratore (Perugia) Muccardo (Roma 2) |

|                        |           |  |
| Júnior 31’ Garcias 39’ | Marcatori |  |

| Arbitri: | Iacuzio (Nocera Inferiore) Iacoboni (Roma 1) |

|   |           |   |
| , | Marcatori | , |

| Arbitri: | Giacomin (Mestre) De Varti (Foggia) |

|                  |           |                             |
| Vampeta 37’, 38’ | Marcatori | 34’ E. Bertoni 35'50'’ Nora |

| Arbitri: | Scali (Pinerolo) Sgura (Torino) |

|                                                                                  |           |                                  |
| E. Bertoni 15'10'’ Nora 22'24’ Scandolara 27'45'’ Duarte 35’ Jonas 38’ Grana 39’ | Marcatori | 13’, 36’ Forghieri 39'40'’ Dimas |

| Arbitri: | Nanni (Rimini) Panizza (Ravenna) |

|                                        |           |                                                    |
| Fantecele 22’ Mitraud 29’ Fabbrini 38’ | Marcatori | 7’, 20’, 25’ Bellomo 24’ Duarte 33’, 39'50'’ Grana |

#### Girone di ritorno
| Arbitri: | Tonelli Cristian (Forlì) Luisa Maria Fecola (Forlì) |

|                      |           |                                                       |
| De Luca 39’, 39'20'’ | Marcatori | 12’, 22’ Wilehlm 31’ Grana 33’ Bellomo 38’ E. Bertoni |

| Arbitri: | Gianpaolo Mangialardo (Pesaro) Alessandro Malfer (Rovereto) |

|                                                      |           |                    |
| Jonas 12’ Bellomo 19'20'’ Wilehlm 22’ E. Bertoni 24’ | Marcatori | 39'40'’ Battistoni |

| Arbitri: | Manuela Di Clemente (Pescara) Giovanni D'Oria (Bari) |

|                                                 |           | |
| Fasolato 25’ Dal Maso 37'30'’ Castronovi 39'30’ | Marcatori | 2'10'’, 26’ Márcio 11’, 27'30'’ Scandolara 15’ Bellomo 18’ Coco 20’, 28'30'’ Amoroso 23'30'’ Wilehlm 29'30'’ Grana 33'30'’ Bounar 37’ (aut.) Castronovi 38'30'’ Fraccaro |

| Arbitri: | Fornelli Giuseppe(Molfetta) De Varti Giacomo (Foggia) |

|                             |           |              |
| Nora 30’, 34’, 39’ Coco 37’ | Marcatori | 15’ Torcivia |

| Arbitri: | Luca Marconi (Terni) Alessio Anzuini (L'Aquila) |

|                                                               |           |                                       |
| Duarte 3’, 23'18'’, 33'20'’ Amoroso 7’ Nora 19’ Grana 27'18'’ | Marcatori | 15’ Dao 19'40'’ Pedotti 24'50'’ Laion |

| Arbitri: | Aniello Pisco (Frosinone) Gianluca Mastri (Jesi) |

|                   |           |                           |
| Lara 10’ Alan 38’ | Marcatori | 5’ Wilhelm 30’, 37’ Grana |

| Arbitri: | Roberto Gandini (Chiavari) Gaetano Brindisi (Potenza) |

|                               |           |                           |
| Scandolara 25’ De Nichile 35’ | Marcatori | 33’ Fornari 36’ Bresciani |

| Arbitri: | Francesco Cuomo (Nocera Inferiore) Manuela Di Clemente (Pescara) |

|                                                         |           |                                                              |
| Rufine 4’ Dalle Molle 24'20'’ 32’ Scandolara 38’ (aut.) | Marcatori | 6’, 15’ Bellomo 21’ Jonas 23’, 34’ E. Bertoni 24’, 36’ Grana |

| Montebelluna 20 marzo 2010, ore 18:00 CET 22ª giornata | Marca                                                      | 0 – 0 referto | Montesilvano | Palamazzalovo\| Arbitri: \| Alberto Maestroni (Varese) Antonio Di Vito (Ariano Irpino) \| |
| Arbitri:                                               | Alberto Maestroni (Varese) Antonio Di Vito (Ariano Irpino) |               |              |                                                                                           |

| Arbitri: | Tito Stampacchia (Modena) Alessandro Conti (Bologna) |

|                        |           |               |
| Cavinato 10’, 31’, 39’ | Marcatori | 19'40'’ Jonas |

| Arbitri: | Fabrizio Ferrari (Modena) Vittorio Sperati (Rieti) |

|                                                |           |                                            |
| E. Bertoni 17’ (rig.), 35’, 39’ Jonas 18’, 27’ | Marcatori | 7'20'’ Nuno 16’ Honorio 24'30'’ Pellegrini |

| Arbitri: | Dario Fiorentino (Barletta) Nicola Gisondi (Molfetta) |

|                  |           |                                                          |
| Forghieri 8'16'’ | Marcatori | 3'55'’, 14'27'’ E. Bertoni 22'38'’ Bellomo 39'57'’ Grana |

| Arbitri: | Filippo Ragalà (Bologna) Riccardo Arnò (Reggio Emilia) |

| |           |  |
| Fraccaro 0'40'’ Bellomo 3’, 3'30'’ Amoroso 4’ Magaton 7’ Bazzerla 7'20'’ Cividati 9’ Caverzan 10’ Vyshka 14’ Coco 17’ Zonta 19’, 19'30'’ | Marcatori |  |

### Play-off

#### Quarti di finale
| Arbitri: | Fabio Bosi (Foligno) Mirko D'Angeli (Pesaro) |

|                               |           |                                |
| Mindoli 29’ Bebetinho 39'30'’ | Marcatori | 15’, 22’ Duarte 36’ De Nichile |

| Arbitri: | Navillod (Aosta) Gangilli (Genova) |

|                                             |           |                                       |
| De Nichile 16’ Grana 16'20'’ E. Bertoni 22’ | Marcatori | 38’ Volpato 39'30'’ Anderson Ferreira |

#### Semifinale
| Arbitri: | Giovanni Muratore (Perugia) Maurizio Pacifico (Albano Laziale) |

|                                                                            |           |                                                                         |
| Pereira 5'21'’ Dao 18'30'’, 31'14'’ Pedotti 38'49'’ (t.l.), 39'51'’ (t.l.) | Marcatori | 4'49'’ Bellomo 5'47'’ Coco 15'05'’ (t.l.) Grana 15'41'’, 31'27'’ Márcio |

| Arbitri: | Daidone (Trapani) Sperati (Rieti) |

|                                            |           |                                    |
| Grana 8'56'’ Márcio 25’ De Nichile 36'15'’ | Marcatori | 14’ Laion 26’ Pedotti 30’ Mocellin |

| Arbitri: | Scardicchio (Pescara) Di Clemente (Pescara) |

|                                                                   |           |                                     |
| De Nichile 13’ Duarte 21’ Jonas 31’ Márcio 42’ E. Bertoni 44'20'’ | Marcatori | 10’ Planas 16’ Dao 39'58'’ Nicolodi |

#### Finale
| Arbitri: | Mario Baglivo (Pisa) Francesco Massini (Roma 1) |

|                                         |           |           |
| Garcias 2'30'’ Borruto 32'18'’, 32'34'’ | Marcatori | 3’ Duarte |

| Arbitri: | D’Agostino (Sondrio) Prisco (Frosinone) |

|                                                  |           |            |
| E. Bertoni 4'50'’ 24'33'’ Coco 28'57'’ Grana 40’ | Marcatori | 17’ Júnior |

| Arbitri: | Muratore (Perugia) Grimaldi (Vibo Valentia) |

|                    |           |                                                                                |
| De Nichile 10'24'’ | Marcatori | 10'55'’ Burato 19'59'’, 31'55'’ Borruto 28'36'’, 34'53'’ Garcias 37'28'’ Forte |

### Coppa Italia

#### Quarti di finale
| Arbitri: | Gianpaolo Gallone (Busto Arsizio) Fabio Bosi (Foligno) |

|                                                                                           |           |                 |
| Nora 2'52'’ Wilhelm 9'08'’ Ippoliti 21'18'’ (aut.) Duarte 24'23'’ 28'12'’ Amoroso 26'06'’ | Marcatori | 36'48'’ Moreira |

#### Semifinale
| Arbitri: | Massimo Cumbo (Ostia Lido) Alessandro Scardicchio (Bari) |

|                                                                         |           |                                                                                                  |
| Nuno 18'17'’, 39'50'’ César 23'13'’ Danieli 44'54'’ Baptistella 47'52'’ | Marcatori | 13'28'’, 43'45'’, 45'55'’ Nora 28'09'’ Coco 35'54’ Wilhelm 44'49'’ E. Bertoni 49'57'’ De Nichile |

#### Finale
| Arbitri: | Alessandro Malfer (Rovereto) Mario Baglivo (Pisa) |

|                                                  |           |                                   |
| E. Bertoni 10'03'’ Duarte 25'28'’ Márcio 26'40'’ | Marcatori | 28'09'’ Rogério 39'19'’ Sandrinho |

## Statistiche
Statistiche aggiornate al 30/5/2010

### Statistiche di squadra
| Competizione | Punti | In casa | In casa | In casa | In casa | In trasferta | In trasferta | In trasferta | In trasferta | Totale | Totale | Totale | Totale | Totale | Totale |
| Competizione | Punti | G       | V       | N       | P       | G            | V            | N            | P            | G      | V      | N      | P      | Gf     | Gs     |
| ------------ | ----- | ------- | ------- | ------- | ------- | ------------ | ------------ | ------------ | ------------ | ------ | ------ | ------ | ------ | ------ | ------ |
| Campionato   | 64    | 13      | 11      | 2       | 0       | 13           | 9            | 2            | 2            | 26     | 20     | 4      | 2      | 121    | 57     |
| Play-off     |       | 5       | 3       | 1       | 1       | 3            | 1            | 1            | 1            | 8      | 4      | 2      | 2      | 25     | 25     |
| Coppa Italia |       |         |         |         |         |              |              |              |              | 3      | 3      | 0      | 0      | 16     | 8      |
| Totale       | 64    | 18      | 14      | 3       | 1       | 16           | 10           | 3            | 3            | 37     | 27     | 6      | 4      | 162    | 90     |

### Statistiche dei giocatori
| Giocatore            | Campionato | Campionato | Campionato | Campionato | Coppa Italia | Coppa Italia | Coppa Italia | Coppa Italia | Play-off | Play-off | Play-off | Play-off | Totale | Totale | Totale | Totale |
| Giocatore            | Pres       | Gol        | Am         | Esp        | Pres         | Gol          | Am           | Esp          | Pres     | Gol      | Am       | Esp      | Pres   | Gol    | Am     | Esp    |
| -------------------- | ---------- | ---------- | ---------- | ---------- | ------------ | ------------ | ------------ | ------------ | -------- | -------- | -------- | -------- | ------ | ------ | ------ | ------ |
| Fabrizio Amoroso     | 10         | 4          | 0          | 0          | 3            | 2            | 0            | 0            | 7        | 0        | 1        | 0        | 20     | 5      | 1      | 0      |
| Erick Bellomo        | 17         | 12         | 2          | 1          | -            | -            | -            | -            | 4        | 1        | 0        | 0        | 21     | 13     | 2      | 1      |
| Edgar Bertoni        | 20         | 18         | 2          | 1          | 3            | 2            | 1            | 0            | 6        | 4        | 2        | 0        | 29     | 24     | 5      | 1      |
| El Mahdi Bounar      | 1          | 1          | 0          | 0          | -            | -            | -            | -            | -        | -        | -        | -        | 1      | 1      | 0      | 0      |
| Márcio               | 11         | 2          | 0          | 0          | 3            | 1            | 1            | 0            | 7        | 4        | 0        | 0        | 21     | 7      | 1      | 0      |
| Alberto Bresolin     | 10         | 0          | 0          | 0          | -            | -            | -            | -            | -        | -        | -        | -        | 10     | 0      | 0      | 0      |
| Wellington Coco      | 21         | 5          | 1          | 0          | 3            | 1            | 0            | 0            | 5        | 2        | 1        | 0        | 29     | 8      | 2      | 0      |
| Daniel De Nichile    | 16         | 10         | 6          | 0          | 3            | 1            | 1            | 0            | 6        | 4        | 1        | 0        | 27     | 16     | 8      | 0      |
| Vinícius Duarte      | 19         | 12         | 8          | 0          | 3            | 3            | 1            | 0            | 7        | 4        | 4        | 0        | 29     | 19     | 13     | 0      |
| Alexandre Feller     | 18         | 0          | 5          | 0          | 3            | -8           | 0            | 0            | 8        | -25      | 1        | 0        | 28     |        | 6      | 0      |
| Fernando Grana       | 16         | 11         | 1          | 0          | 3            | 0            | 0            | 0            | 8        | 4        | 2        | 0        | 27     | 16     | 2      | 0      |
| Nelson Fraccaro      | 2          | 2          | 0          | 0          | -            | -            | -            | -            | -        | -        | -        | -        | 2      | 2      | 0      | 0      |
| Gabriel Miraglia     | 11         | 0          | 1          | 0          | -            | -            | -            | -            | -        | -        | -        | -        | 11     | 0      | 1      | 0      |
| Patrick Nora         | 21         | 11         | 9          | 0          | 3            | 4            | 1            | 0            | 7        | 0        | 1        | 0        | 31     | 15     | 11     | 0      |
| Jonas Pinto Junior   | 20         | 13         | 2          | 0          | -            | -            | -            | -            | 6        | 1        | 2        | 1        | 26     | 14     | 4      | 1      |
| Cristiano Scandolara | 21         | 6          | 6          | 0          | -            | -            | -            | -            | 1        | 0        | 0        | 0        | 22     | 6      | 6      | 0      |
| Alberto Taborra      | 26         | 0          | 0          | 0          | 3            | 0            | 0            | 0            | 8        | 0        | 0        | 0        | 37     | 0      | 0      | 0      |
| Fernando Wilhelm     | 4          | 5          | 0          | 0          | 3            | 2            | 0            | 0            | 5        | 0        | 1        | 0        | 12     | 7      | 1      | 0      |
| Marco Iozzino        | 8          | 0          | 0          | 0          | -            | -            | -            | -            | -        | -        | -        | -        | 8      | 0      | 0      | 0      |
| Marco Aorelio Appi   | 6          | 0          | 0          | 0          | -            | -            | -            | -            | -        | -        | -        | -        | 6      | 0      | 0      | 0      |
| Alberto Bazzerla     | 5          | 1          | 0          | 0          | -            | -            | -            | -            | 2        | 0        | 0        | 0        | 7      | 1      | 0      | 0      |
| Nicola Magaton       | 7          | 1          | 0          | 0          | 2            | 0            | 0            | 0            | -        | -        | -        | -        | 9      | 1      | 0      | 0      |
| Mattia Boffo         | 4          | 0          | 0          | 0          | -            | -            | -            | -            | -        | -        | -        | -        | 4      | 0      | 0      | 0      |
| Matteo Todisco       | 2          | 0          | 0          | 0          | -            | -            | -            | -            | -        | -        | -        | -        | 2      | 0      | 0      | 0      |
| Marco Caverzan       | 3          | 1          | 0          | 0          | 1            | 0            | 0            | 0            | 4        | 0        | 0        | 0        | 8      | 1      | 0      | 0      |
| Cividati             | 2          | 1          | 0          | 0          | -            | -            | -            | -            | -        | -        | -        | -        | 2      | 1      | 0      | 0      |
| Passudetti           | 1          | 0          | 0          | 0          | -            | -            | -            | -            | 1        | 0        | 0        | 0        | 2      | 0      | 0      | 0      |
| Andrea Santinello    | 1          | 0          | 0          | 0          | -            | -            | -            | -            | 1        | 0        | 0        | 0        | 2      | 0      | 0      | 0      |
| Redi Vyshka          | 1          | 1          | 0          | 0          | -            | -            | -            | -            | -        | -        | -        | -        | 1      | 1      | 0      | 0      |
| Andrea Zonta         | 3          | 2          | 0          | 0          | -            | -            | -            | -            | 1        | 0        | 0        | 0        | 4      | 2      | 0      | 0      |